# Meroleuca lauta
Meroleuca lauta är en fjärilsart som beskrevs av Berg 1881. Meroleuca lauta ingår i släktet Meroleuca och familjen påfågelsspinnare. Inga underarter finns listade i Catalogue of Life.